# Championnats d'Afrique de tir 2023
Navigation
Béni Khalled 2022
Les championnats d'Afrique de tir 2023 sont la 16e édition des championnats d'Afrique de tir. Ils ont lieu du 1er au 10 octobre 2023 au Caire, en Égypte.
La compétition est qualificative pour les Jeux olympiques d'été de 2024 à Paris.

## Médaillés

### Hommes
Les médaillés sont les sportifs suivants:
| Épreuves                     | Or                                    | Argent                              | Bronze                               |
| ---------------------------- | ------------------------------------- | ----------------------------------- | ------------------------------------ |
| Carabine à 10 m air comprimé | Mohamed Hamdy Abdelkader (EGY)        | Magdi Mohamed Ibrahim Elmahdi (EGY) | Koceila Adoul (ALG)                  |
| Carabine à 50 m 3 positions  | Ibrahim Ahmad Mohammad Korayiem (EGY) | Magdi Mohamed Ibrahim Elmahdi (EGY) | Mostafa Mohamed Mohamed Kodous (EGY) |
| Carabine à 50 m couché       | Ibrahim Ahmad Mohammad Korayiem (EGY) | Gulraaj Sehmi (KEN)                 | John Arnold Charles Bailie (RSA)     |
| Pistolet à 10 m air comprimé | Samir Bouchireb (ALG)                 | Mohammed Bin Dallah (LBA)           | Abdulsamia Abraheem Alaewar (LBA)    |
| Pistolet à feu rapide 25 m   | Omar Khaled Abdelhady Mohamed (EGY)   | Mahmoud Taha (EGY)                  | Amr Assla (EGY)                      |
| Pistolet standard 25 m       | Omar Khaled Abdelhady Mohamed (EGY)   | Ahmed Bouham (ALG)                  | Djelloul Meraimi (ALG)               |
| Trap                         | Driss Haffari (MAR)                   | Yahya Mesfioui (MAR)                | Ernest Darcy van der Berg (RSA)      |
| Skeet                        | Azmy Mehelba (EGY)                    | Omar Hesham Seifallah Ibrahim (EGY) | Mustafa Sultan (LBA)                 |

### Femmes
Les médaillées sont les sportives suivantes :
| Épreuves                     | Or                         | Argent                 | Bronze                           |
| ---------------------------- | -------------------------- | ---------------------- | -------------------------------- |
| Carabine à 10 m air comprimé | Houda Chaabi (ALG)         | Remas Khalil (EGY)     | Mai Magdy Elsayed Abuqarn (EGY)  |
| Carabine à 50 m 3 positions  | Alzahraa Shaban (EGY)      | Priscilla Mburu (KEN)  | Hadir Mekhimar (EGY)             |
| Carabine à 50 m couché       | Alzahraa Shaban (EGY)      | Priscilla Mburu (KEN)  | Merna Tayee (EGY)                |
| Pistolet à 10 m air comprimé | Hala Elgohari (EGY)        | Olfa Charni (TUN)      | Yara Elsamasiri (EGY)            |
| Pistolet à 25 m              | Nour Abbas Mohammed (EGY)  | Olfa Charni (TUN)      | Radwan Amira Fattouh Nassr (EGY) |
| Trap                         | Mariam Tarek Elsayed (EGY) | Yasmine Marirhi (MAR)  | Maggy Ashmawy (EGY)              |
| Skeet                        | Amira Aboushokka (EGY)     | Ibtissam Marirhi (MAR) | Shahd Selim (EGY)                |

### Mixte
Les médaillés sont les sportifs suivants: 
| Épreuves                                | Or                                                    | Argent                                       | Bronze                                                 |
| --------------------------------------- | ----------------------------------------------------- | -------------------------------------------- | ------------------------------------------------------ |
| Carabine à 10 m air comprimé par équipe | Égypte Magdi Mohamed Ibrahim Elmahdi Jana Abdellah    | Égypte Mohamed Hamdy Abdelkader Remas Khalil | Algérie Koceila Adoul Houda Chaabi                     |
| Pistolet à 10 m air comprimé par équipe | Algérie Halla Medjiah Amine Adjabi                    | Égypte Hala Elgohari Omar Abdelfatah         | Égypte Yara Essam Sayed Elsamasiri Hafez Gamal Ibrahim |
| Skeet par équipe                        | Égypte Omar Hesham Seifallah Ibrahim Amira Aboushokka | Sénégal Hassane Ramlaoui Chiara Costa        | Égypte Sarkis Martayan Shahd Selim                     |